# Rogério de Canas
Rogério de Canas, também conhecido como São Rogério ou São Rogério de Barletta, (1060 - 30 de dezembro de 1129) foi um bispo canonizado pela Igreja Católica Romana que viveu no sul da Itália. Sua celebração ocorre em 30 de dezembro, conforme indicado pelo Martirológio Romano.

## Biografia
Rogério de Canas (em italiano: Ruggero di Canne) foi bispo da cidade de Canas, na qual uma pequena diocese havia surgido no século X. Em 1083 houve a destruição da localidade por Roberto Guiscardo, rei dos normandos. Rogério contribuiu para a reconstrução moral e material da antiga cidade da Apúlia, apoiando os seus concidadãos com as consolações da fé e a ajuda material.
O Cannes Anonymous, uma antiga fonte biográfica local do século XIV, revela alguns aspectos da personalidade de Rogério: "Ele era muito gracioso e zeloso pela salvação das almas [...] estava sempre aberto para acolher os peregrinos e os pobres"
Alguns documentos desse período mostram que o santo bispo era frequentemente consultado pelos papas Gelásio II e Pascoal II para resolver certas questões de direito e acabar com a rivalidade entre igrejas e comunidade.
Rogério morreu em 30 de dezembro de 1129.  Suas relíquias foram trasladadas à cidade próxima de Barletta, em 1276.
Sua memória é celebrada em 30 de dezembro, conforme relatado pelo Martirológio Romano.

## Igreja de São Rogério em Barletta
A igreja de São Rogério faz parte do complexo conventual de mesmo nome, localizado na via Cialdini na cidade italiana de Barletta. Ao longo desta via existem outros complexos conventuais como a igreja de São Gaetano, Santa Maria della Vittoria e o Monte di Pietà. A denominação atual do complexo conventual não corresponde à original. De fato, o convento, que pertenceu aos beneditinos desde a sua criação, foi dedicado a Santo Estêvão. Em 1861, com a extinção das ordens monásticas, seu nome foi alterado para o atual, em homenagem a São Rogério, bispo de Canas e padroeiro da cidade de Barletta. Atualmente o mosteiro abriga as monjas Beneditinas Celestinas. Nesta igreja, no dia 30 de dezembro de cada ano, o santo é venerado com a típica procissão durante a qual o busto de prata do padroeiro da cidade é levado aos ombros dos devotos.

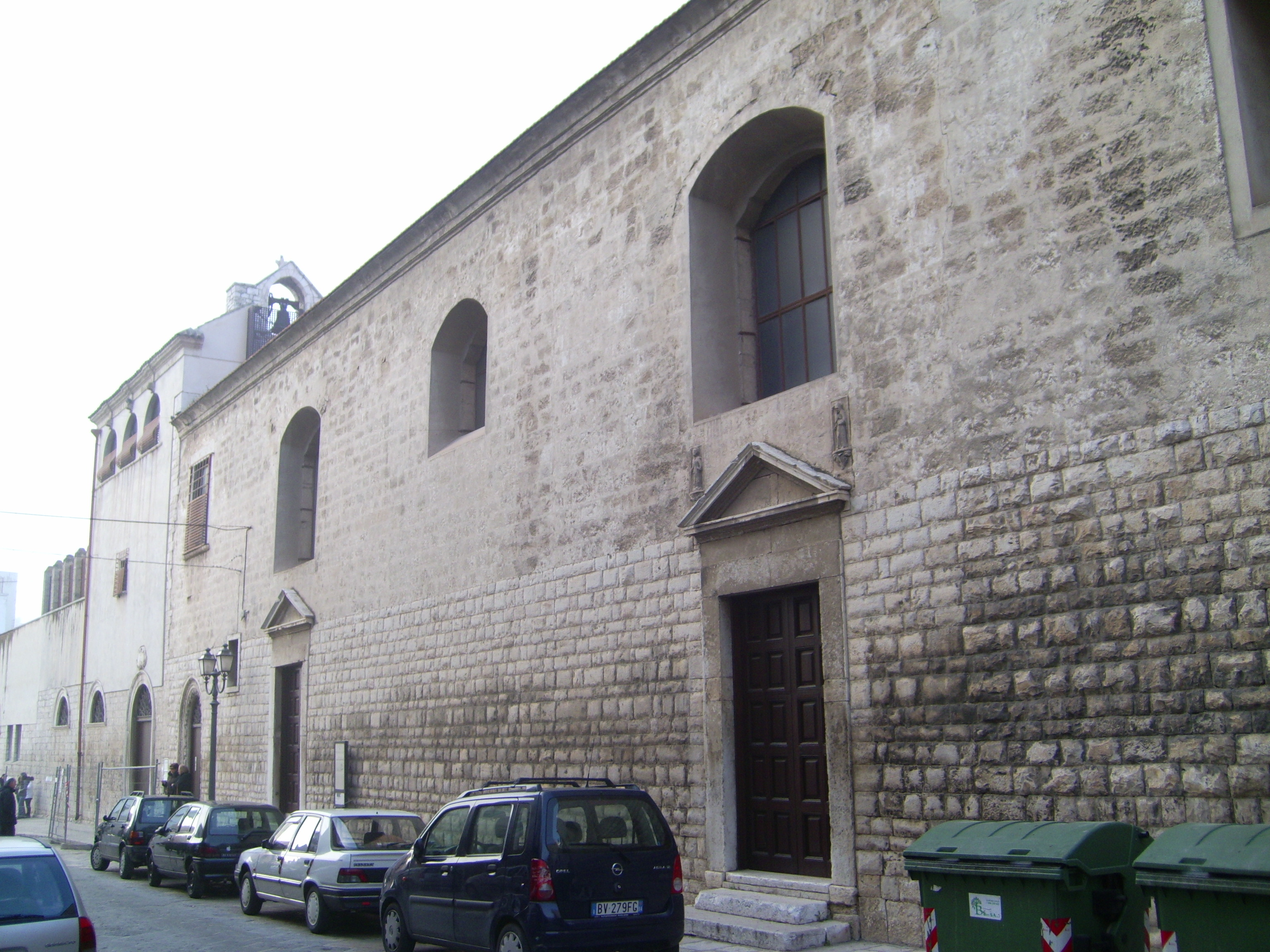
Complexo conventual de São Rogério

As origens do edifício onde hoje se encontram a igreja e o convento de São Rogério perdem-se nas mais remotas hipóteses, avançadas por historiadores locais que as datam de cerca de finais do século X, dando ao edifício a sede do tribunal criminal e civil dos bizantinos, que estavam na cidade naquela época e lá permaneceram até a chegada dos normandos, atribuída por volta de 1071.